# 788 (numero)
Settecentottantotto (788) è il numero naturale dopo il 787 e prima del 789.

## Proprietà matematiche
- È un numero pari.
- È un numero composto con 6 divisori: 1, 2, 4, 197, 394, 788. Poiché la somma dei suoi divisori (escluso il numero stesso) è 598 < 788, è un numero difettivo.
- È un numero nontotiente (per cui la equazione φ(x) = n non ha soluzione).
- È un numero malvagio.
- È un numero congruente.
- È un numero palindromo e un numero ondulante nel sistema di numerazione posizionale a base 14 (404).
- È parte delle terne pitagoriche  (112, 780, 788), (591, 788, 985), (788, 38805, 38813), (788, 77616, 77620), (788, 155235, 155237).

## Astronomia
- 788 Hohensteina è un asteroide della fascia principale del sistema solare.
- NGC 788 è una galassia spirale della costellazione della Balena.

## Astronautica
- Cosmos 788 è un satellite artificiale russo.

## Chimica
- BQ-788 è un composto chimico di Azoto, Carbonio, Idrogeno, Ossigeno e Sodio.

## Altri ambiti
- Route nationale 788 è una strada statale della Francia.